# Response Evaluation Criteria in Solid Tumors
Response Evaluation Criteria In Solid Tumors (RECIST), deutsch etwa Kriterien für die Bewertung des Ansprechens der Behandlung bei soliden Tumoren, ist eine Sammlung von veröffentlichten Regeln, die die Bewertung der Behandlungserfolge von Krebserkrankungen in medizinischen Forschungsstudien objektivieren sollen. Die Regeln definieren exakt, wann eine Krebserkrankung unter Therapie zurückgeht („anspricht“), unverändert (stabil) bleibt oder fortschreitet (Progression). Die Kriterien wurden im Februar 2000 durch eine internationale Arbeitsgruppe publiziert, der u. a. die EORTC und die Studiengruppen der nationalen Krebsinstitute in den USA und Kanada sowie die in den Niederlanden ansässige NDDO-Oncology angehörten.
Die aktuelle Version 1.1 stammt vom Januar 2009. Die meisten klinischen Studien zu  Krebstherapien verwenden mittlerweile RECIST. Die Revision betrifft einige Vereinfachungen und Klarstellungen etwa für die Messungen an Lymphknoten.

## Patienteneignung
- In Studienprotokolle, die die objektive Ansprechrate bewerten, sollen nur Patienten einbezogen werden, die zu Beginn einen messbaren Tumorbefall (engl. measurable disease) haben, d. h. mindestens eine messbare Läsion (Tumor, Metastase etc.). Falls nur eine einzige Läsion vorhanden ist, sollte sie durch Zytodiagnostik oder Histologie als bösartige Neubildung gesichert werden.
- Messbare Läsionen (measurable lesions) sind solche, deren Größe mindestens in einer Dimension mindestens 20 mm (in konventioneller Bildgebung) bzw. mindestens 10 mm (in der Spiral-CT) beträgt und exakt angegeben werden kann. Alle anderen Läsionen gelten im Sinne der RECIST als nicht messbar; z. B. Knochenmetastasen, Hirnhautbefall, Aszites, Rippenfell- und Herzbeutelergüsse, inflammatorischer Brustkrebs, Lymphgefäßbefall der Haut oder Lunge, zystische Läsionen, und Raumforderungen im Bauchraum, die nicht durch bildgebende Verfahren gesichert sind.
- Alle Messwerte sollen mit Messstab oder Messschieber metrisch aufgenommen werden. Die Anfangswerte sollten möglichst nah zum Therapiebeginn erfasst werden, frühestens vier Wochen vorher.
- Zur Verlaufsbeurteilung jeder einzelnen Läsion soll immer die gleiche Methode und Technik wie zu Beginn verwendet werden.
- Rein klinisch dokumentierte Läsionen gelten nur als messbar, wenn sie oberflächlich liegen, d. h. in der Haut oder in tastbaren Lymphknoten. Es wird empfohlen, Hautläsionen mit Farbfotos zu dokumentieren, auf denen ein Messstab zum Größenvergleich mit abgebildet ist.

## Messmethoden
- Computertomographie und Kernspintomographie (MR) sind gegenwärtig die besten verfügbaren und reproduzierbaren Methoden, um die ausgewählten Zielläsionen auszumessen. Die herkömmliche CT und MR sollte Schichten nicht dicker als 10 mm liefern, die Spiral-CT 5 mm dicke Rekonstruktionen, beide ohne Schichtlücke. Dies bezieht sich auf Tumoren im Brustkorb, Bauch, und Becken. Tumoren im Kopf-Hals-Bereich und der Extremitäten benötigen in der Regel besondere Untersuchungsprotokolle.
- Läsionen auf Röntgenbildern der Lunge sind akzeptabel, wenn sie von belüftetem Lungengewebe umgeben und klar abgrenzbar sind. Auch dann ist aber eine CT vorzuziehen.
- Wenn der primäre Endpunkt einer Studie die objektive Therapiewirkung ist, sollten die Läsionen nicht nur mit Ultraschall ausgemessen werden. Ultraschall ist aber eine mögliche Alternative zu klinischen Messungen an oberflächlichen, tastbaren Lymphknoten, Knoten im Unterhautgewebe, und in der Schilddrüse. Er kann auch das völlige Verschwinden von oberflächlichen Läsionen dokumentieren, die zuvor klinisch untersucht worden sind.
- Spiegelungen und Bauchspiegelung sind als Mittel zur Objektivierung der Tumorgröße noch nicht endgültig validiert. Dieser Einsatzzweck fordert hervorragende Ausrüstung und Ausbildung der Anwender, wie sie nur in manchen Zentren verfügbar sind. Deshalb sollten diese Methoden zur Messung des objektiven Tumoransprechens spezialisierten Zentren vorbehalten bleiben. Sie können aber dazu dienen, eine komplette Remission bioptisch zu sichern.
- Mit Tumormarkern alleine kann man die Therapiewirkung nicht beurteilen. Wenn jedoch vor Therapiebeginn die Marker erhöht waren, müssen sie zur Feststellung einer Komplettremission in den Normbereich sinken, auch wenn alle sichtbaren Läsionen schon verschwunden sind.
- In Einzelfällen können nur Zytologie und Histologie zwischen partieller und kompletter Remission unterscheiden, z. B. wenn nach der Behandlung gutartige Raumforderungen verblieben sind, etwa bei Keimzelltumoren.

## Ausgangsdokumentation der Target- und Non-Target-Läsionen
- Alle messbaren Läsionen, bis zum Maximum von zwei Läsionen pro Organ und fünf Läsionen insgesamt, repräsentativ für alle befallenen Organe, sollten als Target-Läsionen (Zielläsionen) identifiziert und vor Behandlungsbeginn ausgemessen werden.
- Es sollten ggf. die größten Läsionen ausgewählt werden oder jene, die sich am besten zur wiederholten genauen Messung eignen.
- Die längsten Durchmesser (LD) aller Target-Läsionen werden addiert und als Ausgangs-LD-Summe vermerkt. Dieser Wert dient später als Referenz bei der Quantifizierung der Tumormasse.
- Alle anderen Läsionen (oder erkrankte Regionen) werden als Non-Target-Läsionen identifiziert und sollten ebenfalls zu Beginn dokumentiert werden. Solche Läsionen brauchen nicht ausgemessen zu werden, ihre An- oder Abwesenheit sollte aber während des Beobachtungszeitraumes notiert werden.

## Kriterien des Ansprechens

### Target-Läsionen
- Komplette Remission (engl. complete response/remission, CR): Alle Zielläsionen sind verschwunden.
- Partielle Remission (PR): Die LD-Summe der Zielläsionen ist um mindestens 30 % gesunken, verglichen mit dem Basiswert.
- Stabile Erkrankung (stable disease, SD): Weder PR noch PD
- Progression (progressive disease, PD): Die LD-Summe ist um mindestens 20 % gestiegen, verglichen mit dem niedrigsten erreichten Wert, oder es haben sich neue Läsionen gebildet.

### Non-Target-Läsionen
- Komplette Remission (CR): Alle Non-Target-Läsionen sind verschwunden, alle Tumormarker-Konzentrationen sind wieder im Normbereich.
- Inkomplette Remission / Stable-Disease (SD): Eine oder mehrere Non-Target-Läsionen sind verblieben, und/oder Tumormarkerkonzentrationen bleiben erhöht.
- Progression (PD): eine oder mehrere neue Läsionen, und/oder eindeutige Größenzunahme von bestehenden Non-Target-Läsionen

### Gesamtansprechen
Das Gesamtansprechen wird nach Auswertung der Target-, Non-Target- und eventuellen neuen Läsionen festgestellt.
| Target-Läsionen | Non-Target-Läsionen | Neue Läsionen | Gesamtansprechen |
| --------------- | ------------------- | ------------- | ---------------- |
| CR              | CR                  | Nein          | CR               |
| CR              | SD                  | Nein          | PR               |
| PR              | Non-PD              | Nein          | PR               |
| SD              | Non-PD              | Nein          | SD               |
| PD              | (egal)              | (egal)        | PD               |
| (egal)          | PD                  | (egal)        | PD               |
| (egal)          | (egal)              | Ja            | PD               |

- Das beste Gesamtansprechen (best overall response) ist das beste erreichte Ansprechen im Zeitraum vom Behandlungsbeginn bis zur Progression. In der Regel wird diese Angabe durch zusätzliche Kontrollen gesichert.
- Wenn der Allgemeinzustand eines Patienten sich so verschlechtert, dass die Therapie abgebrochen werden muss, ohne dass objektiv eine Progression vorliegt, wird eine „Symptomverschlechterung“ (symptomatic deterioration) vermerkt. Auch nach dem Behandlungsabbruch sollte weiter nach objektiven Kriterien für die Progression gesucht werden.

## Absicherung
- Manchmal ist es schwierig, verbliebenes Tumorgewebe von Normalgewebe (Narbe etc.) zu unterscheiden. Wenn die Einstufung als Komplettremission davon abhängt, dann wird empfohlen, die Läsion mittels Biopsie oder Feinnadelbiopsie abzuklären.
- Das objektive Ansprechen muss gesichert sein, um die Ansprechrate der Behandlung nicht zu überschätzen. Ungesicherte Daten sollten bei der Veröffentlichung als solche offengelegt werden.
- Um den Status PR oder CR zu erreichen, müssen die entsprechenden Messungen nach frühestens vier Wochen wiederholt werden. Längere Zeiträume können angemessen sein und werden im Studienprotokoll festgelegt.
- Für eine SD müssen die entsprechenden Messungen einen im Studienprotokoll festgelegten Mindestzeitabstand einhalten, üblich sind mindestens 6–8 Wochen.

## Bewertung
- Als Dauer des Gesamtansprechens gilt die Zeit vom ersten Erreichen der Kriterien für CR oder PR bis zum Datum, an dem PD oder ein Erkrankungsrezidiv objektiv dokumentiert sind. PD ist dabei immer ausgehend von den niedrigsten Messwerten im ganzen Behandlungsverlauf gesehen.
- Die Dauer einer SD wird vom Behandlungsbeginn bis zur Progression gerechnet.
- Die klinische Bedeutung solcher Zeitspannen hängt von der besonderen Krebserkrankung ab. Es wird deshalb unbedingt empfohlen, dass das Studienprotokoll den Mindestabstand zweier Messungen spezifiziert und dabei den erwarteten klinischen Nutzen eines Status „SD“ für die Kranken berücksichtigt.
- Wenn die Ansprechrate der Studienendpunkt ist, wird sehr empfohlen, dass jedes Ansprechen von unabhängigen Experten geprüft wird, am besten anhand der Krankenakte und Röntgenbilder.
- Alle Patienten, die einmal in die Studie aufgenommen sind, müssen ausgewertet werden, selbst wenn sie die Aufnahmekriterien nicht erfüllen oder wenn es grobe Abweichungen vom Behandlungsprotokoll gab. Jeder Patient wird einer der folgenden Kategorien zugeordnet: 1) komplette Remission, 2) partielle Remission, 3) Stable-Disease, 4) Progression, 5) früher Tod durch Krebserkrankung, 6) früher Tod durch Therapienebenwirkung, 7) früher Tod aus anderem Grund, oder 9) Verlauf unbekannt (nicht erreichbar, unvollständige Daten etc. Die Verwendung der Ziffer „9“ für solche Datenkategorien ist gebräuchlich). Präzise Definitionen der Kategorien 1–7 und 9 sind Sache des Studienprotokolls.
- Alle Fälle, die die Studienkriterien erfüllen, sollen in die Berechnung der Ansprechrate eingehen, die Kategorien 4–9 als Nichtansprechen. Behandlungsfehler führen nicht zum Ausschluss des Falles aus der Auswertung.
- Die Schlussfolgerungen sollten auf den kompletten Daten beruhen. Zwar dürfen Subanalysen mit ausgewählten Patienten durchgeführt werden, z. B. ohne diejenigen, bei denen die Behandlung früh abgebrochen oder anders als geplant durchgeführt wurde, ohne die Todesfälle aus anderem Grund usw., doch können diese Subanalysen nicht für Aussagen zur Wirksamkeit der Behandlung herangezogen werden. Die Begründung für den Ausschluss mancher Patienten aus diesen Analysen sind genau anzugeben.
- Die 95-%-Konfidenzintervalle sollen angegeben werden.

## Geschichte
Die Weltgesundheitsorganisation veröffentlichte 1981 die ersten Kriterien für das Ansprechen auf einen Tumor. Die Spezifikationsdokumente waren jedoch unklar, was zu einer Anpassung der Kriterien und uneinheitlichen Schlussfolgerungen führte. Mitte der 1990er Jahre wurde eine internationale Arbeitsgruppe zur Vereinfachung und Standardisierung der Ansprechkriterien eingesetzt, die im Jahr 2000 die RECIST-Kriterien veröffentlichte. Diese neuen Kriterien wurden von den Zulassungsbehörden weitgehend übernommen und akzeptiert. Die mittlere Ansprechrate für neue Krebsmedikamente, die von der US Food and Drug Administration zugelassen wurden, liegt, ausgedrückt als relatives Risiko, zwischen 1,38x und dem 2,37x.